# Револьвер РСА
Револьвер РСА — российский револьвер, разработанный в 1991—1992 гг. конструкторами ЦКИБ СОО И. Я. Стечкиным и Б. В. Авраамовым.
Револьвер был разработан по составленному в 1991 году заказу Министерства внутренних дел РСФСР и в 1992 году принят на вооружение МВД РФ под наименованием РСА («Револьвер Стечкина — Авраамова»).
Первые 200 шт. револьверов под индексом ОЦ-01 «Кобальт» были выпущены в ЦКИБ СОО, затем производство было перемещено на Златоустовский машиностроительный завод (город Златоуст) и завод «Металлист» (город Уральск).

## Конструкция
Рамка револьвера отлита из алюминиевого сплава, а ствол, барабан и внутренние механизмы изготовлены из стали. Для заряжания и удаления гильз из барабана служит специальная обойма. При экстракции гильз барабан откидывается в сторону, а затем все гильзы одновременно выталкиваются назад экстрактором, скрытым внутри оси барабана.
Прицельные приспособления нерегулируемые, мушка и открытый целик со светящимися метками для облегчения прицеливания при плохой освещенности. Ударно-спусковой механизм двойного действия. Фиксатор барабана размещен сверху, что обеспечивает более строгое положение камор (гнезд барабана) по оси ствола, уменьшая боковую «качку» барабана и обеспечивая однообразие входа пули в канал ствола, что положительно сказывается на кучности стрельбы. Предохранитель в виде вертикального движка блокирует курок и фиксатор барабана.

## Варианты и модификации
- РСА (Револьвер Стечкина — Авраамова) — вариант под патрон 9×18 мм ПМ
  - ОЦ-01 «Кобальт» — первая модель, выпускалась в Туле на мощностях ЦКИБ СОО. Отличается наличием полигональных нарезов в канале ствола[1].
  - ТКБ-0216 — вторая модель, серийный выпуск начат на Златоустовском машиностроительном заводе (город Златоуст) и с 1994 года — на Уральском машиностроительном заводе «Металлист». Отличается наличием четырёх прямоугольных нарезов в канале ствола[1]. С 2002 года на ФГУП «ЗМЗ» боевые револьверы не выпускаются[5][6].
- ОЦ-01С (ТКБ-0216С) — служебный вариант под патрон 9×17 мм К, серийно выпускался с 1996 года, предназначен для вооружения сотрудников частных охранных структур (значительного распространения не получил, так как по эффективности уступал ИЖ-71, но при этом имел более высокую стоимость[7])[1], снят с производства[6].
- ТКБ-0216Т «Агент» — травматический револьвер под патроны калибра .380 МЕ GUM. Разработан в качестве гражданского оружия самообороны и серийно производился на Златоустовском машиностроительном заводе с сентября 2005 года. В коммерческую продажу револьвер поступил после прохождения сертификации, в конце 2007 года[8], снят с производства[6].

## Страны-эксплуатанты
- Армения: на вооружении отдельных категорий сотрудников полиции[9];
- Казахстан — является наградным оружием[10]; с 2005 года[11] на вооружении таможенных органов[12].
- Россия — в 1996 году принят на вооружение отдельных категорий сотрудников уголовно-исправительной системы[13], некоторое количество было передано в службы инкассации[14], на вооружение отдельных категорий сотрудников Министерства сельского хозяйства[15] и вневедомственной охраны[16]. С декабря 2005 года револьвер является наградным оружием[17], с 2006 года — личным оружием, предоставляемым для самозащиты отдельным категориям сотрудников Прокуратуры России[18].

## Музейные экспонаты
- один револьвер ОЦ-01С 1996 года выпуска (номер В0481С) является экспонатом Тульского государственного музея оружия[19]